# Деснянка
Десня́нка (історична назва — Сядричі) — село в Україні, у  Новобілоуській сільській громаді Чернігівського району Чернігівської області. Населення становить 376 осіб. До 2018 орган місцевого самоврядування — Новобілоуська сільська рада.

## Назва
Колишня назва (до 1946) — Сядричі. Сучасна назва походить від річки Десни, хоча сама річка протікає далеко в стороні. Це пов'язують з плутаниною при перейменуванні сіл Сядричі і Свинь на Деснянку і Улянівку.

## Історія
Село Сядричі (пол. Sioło Siadrÿcze) вперше згадується в подимному реєстрі 1638 року, 10 димів і осаджене незадовго перед тим.
28 лютого 1663 р. гетьман Яким Сомко підтвердив права Стефану Силичу на села Сядричі та Вихвостів.
12 червня 2020 року, відповідно до розпорядження Кабінету Міністрів України № 730-р «Про визначення адміністративних центрів та затвердження територій територіальних громад Чернігівської області», увійшло до складу Новобілоуської сільської громади.
19 липня 2020 року, в результаті адміністративно - територіальної реформи та ліквідації колишнього Чернігівського району, село увійшло до складу новоутвореного Чернігівського району Чернігівської області.

## Населення

### Мова
Розподіл населення за рідною мовою за даними перепису 2001 року:
| Мова       | Кількість | Відсоток |
| ---------- | --------- | -------- |
| українська | 365       | 97.07%   |
| російська  | 11        | 2.93%    |
| Усього     | 376       | 100%     |

## Галерея

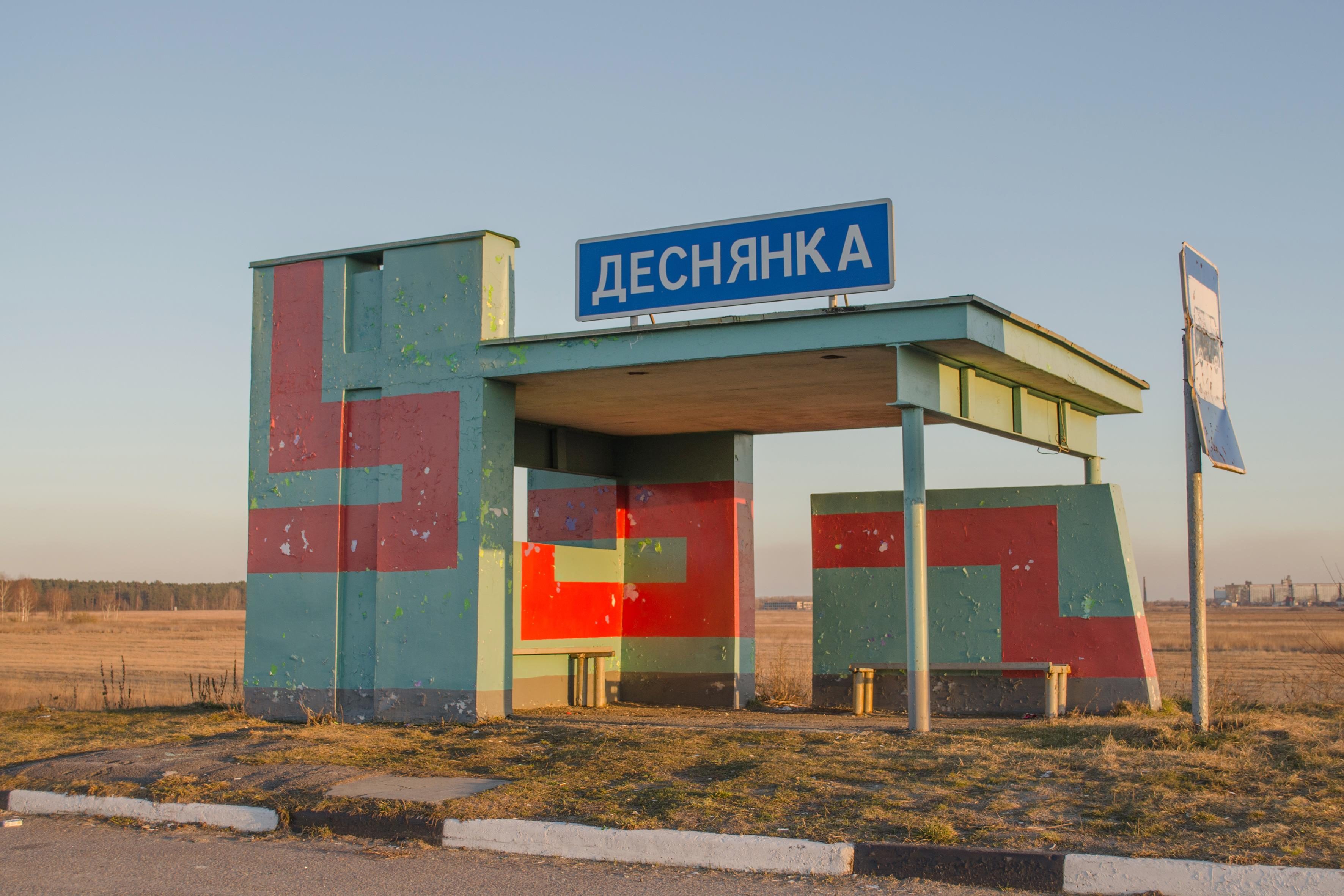
Автобусна зупинка
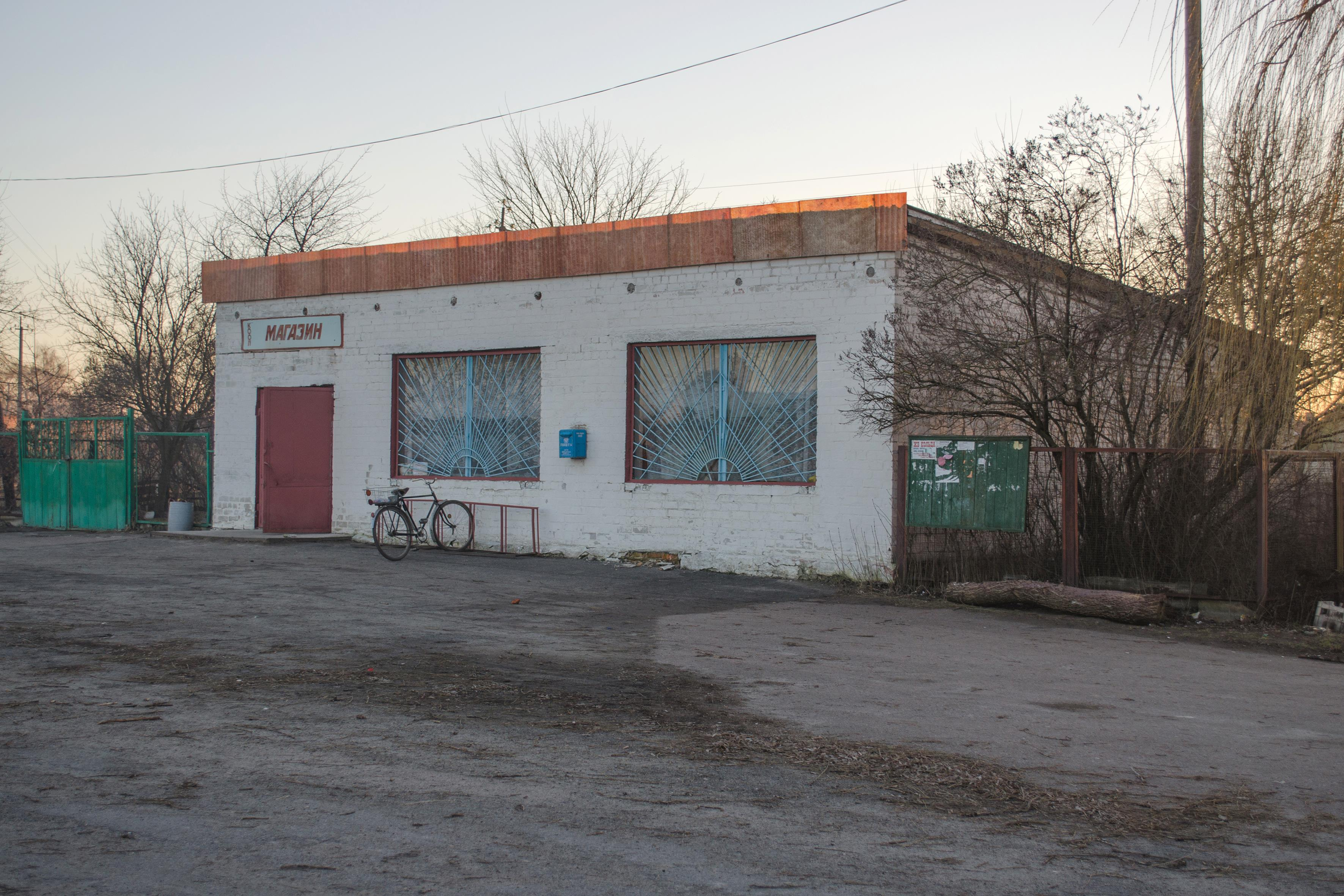
Магазин
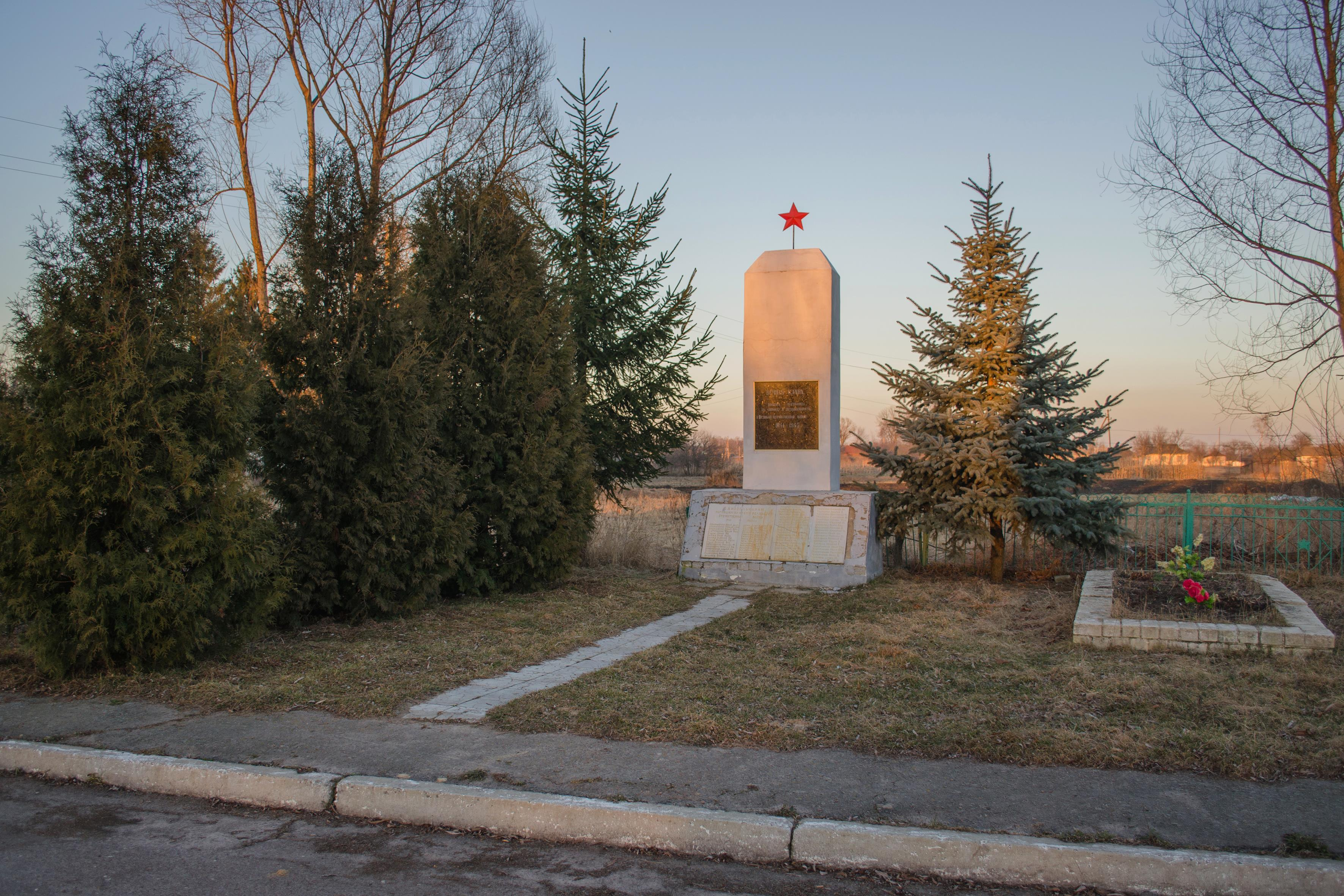
Пам'ятник полеглим у німецько-радянській війні
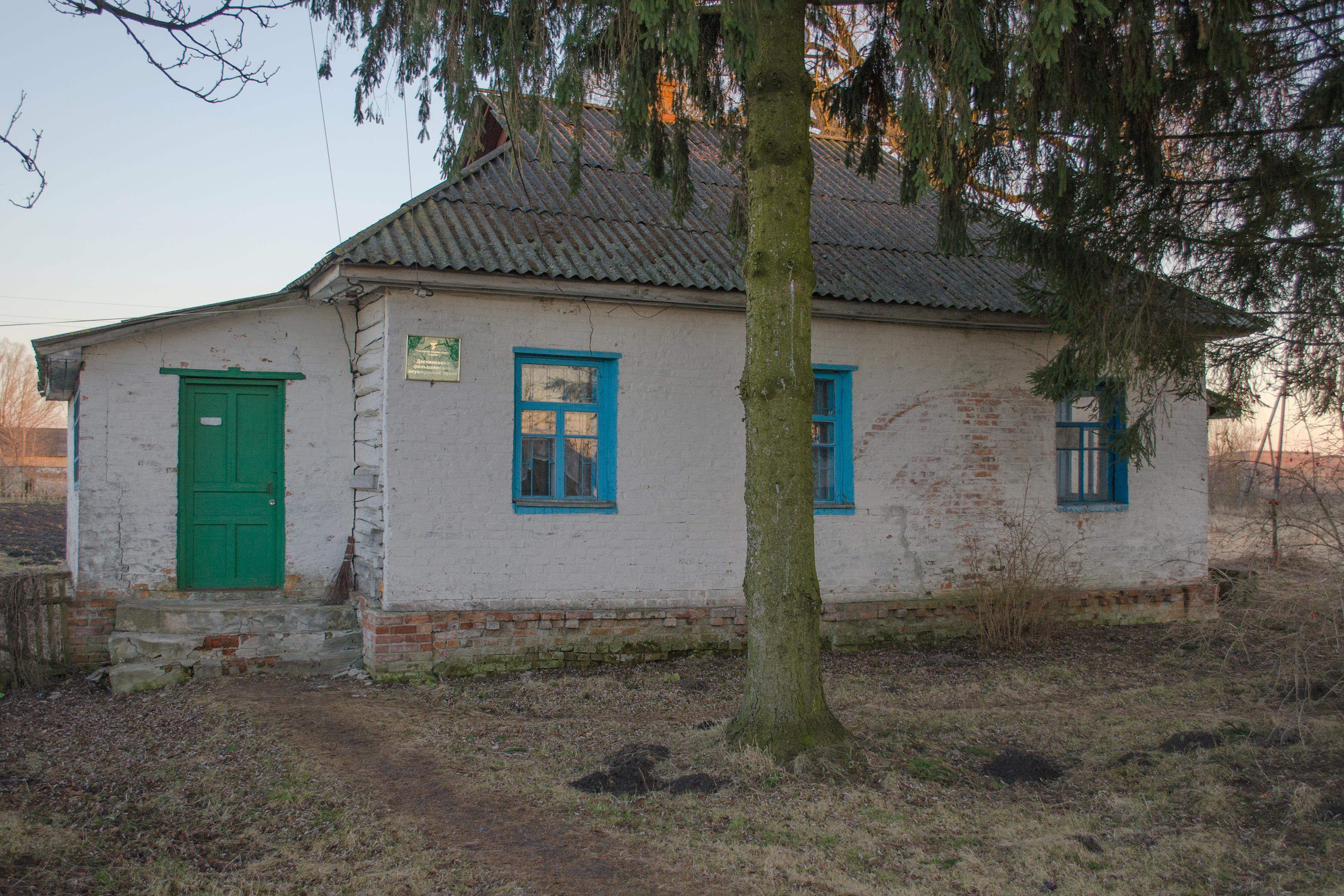
Фельдшерсько-акушерський пункт
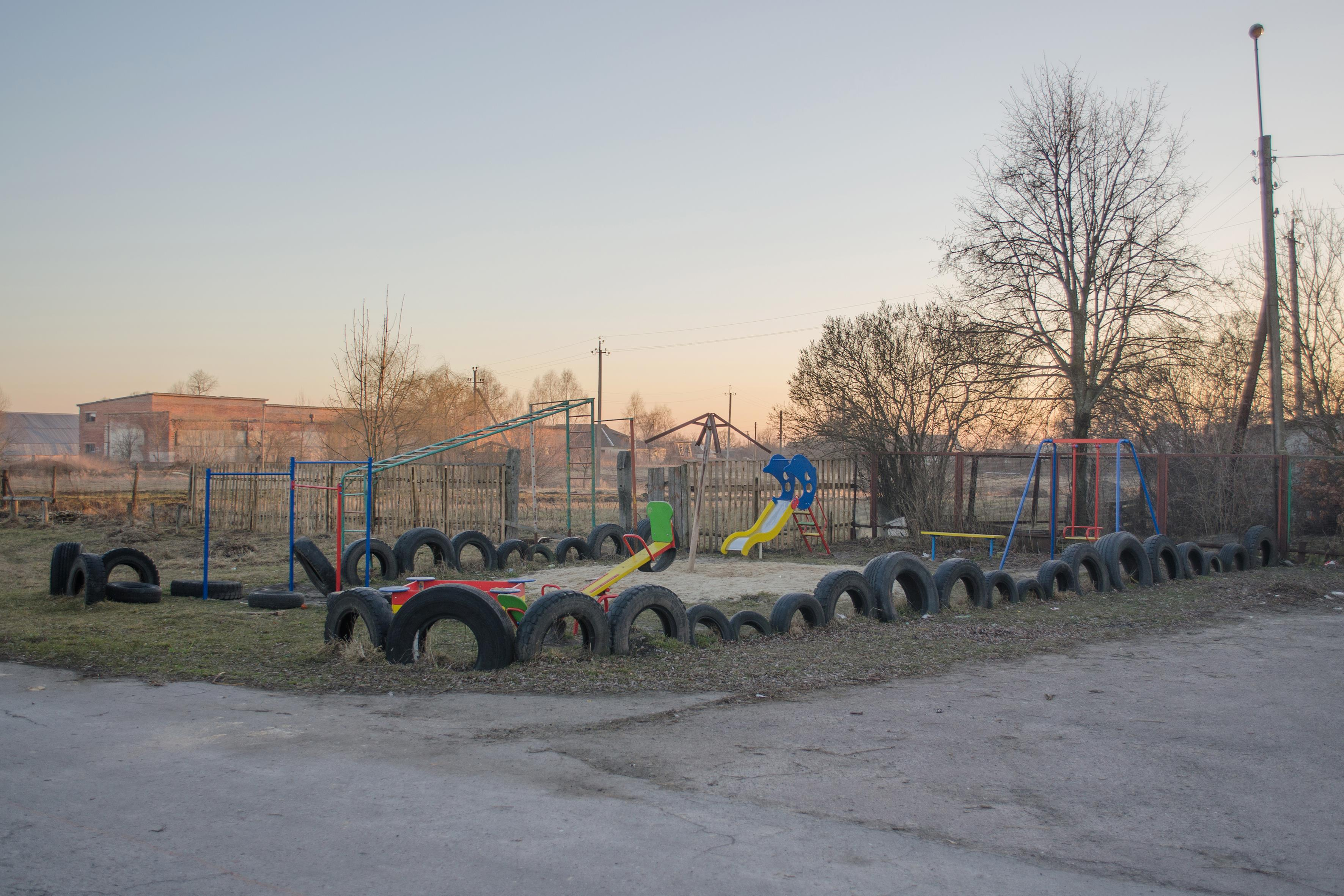
Дитячий майданчик
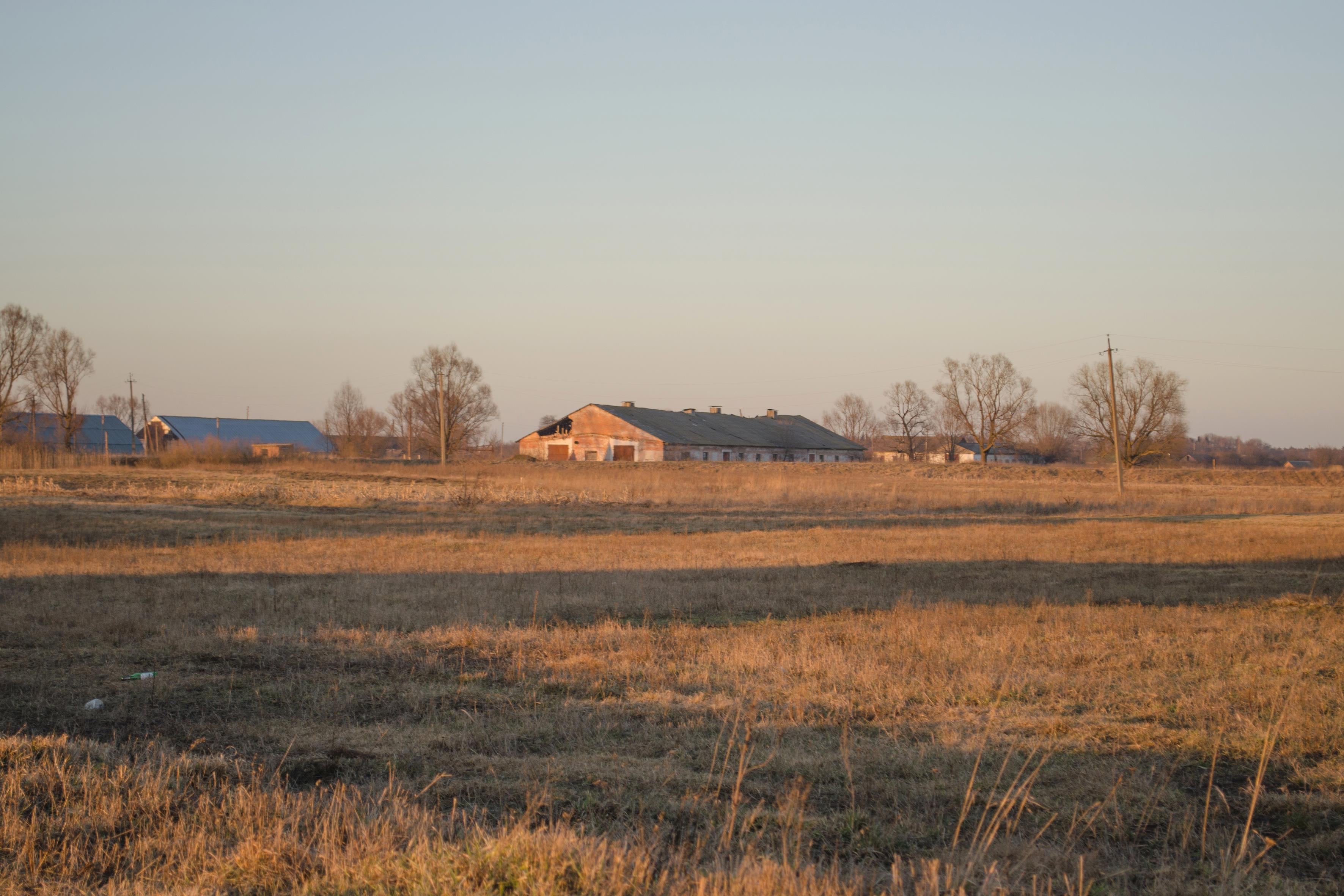
Ферма
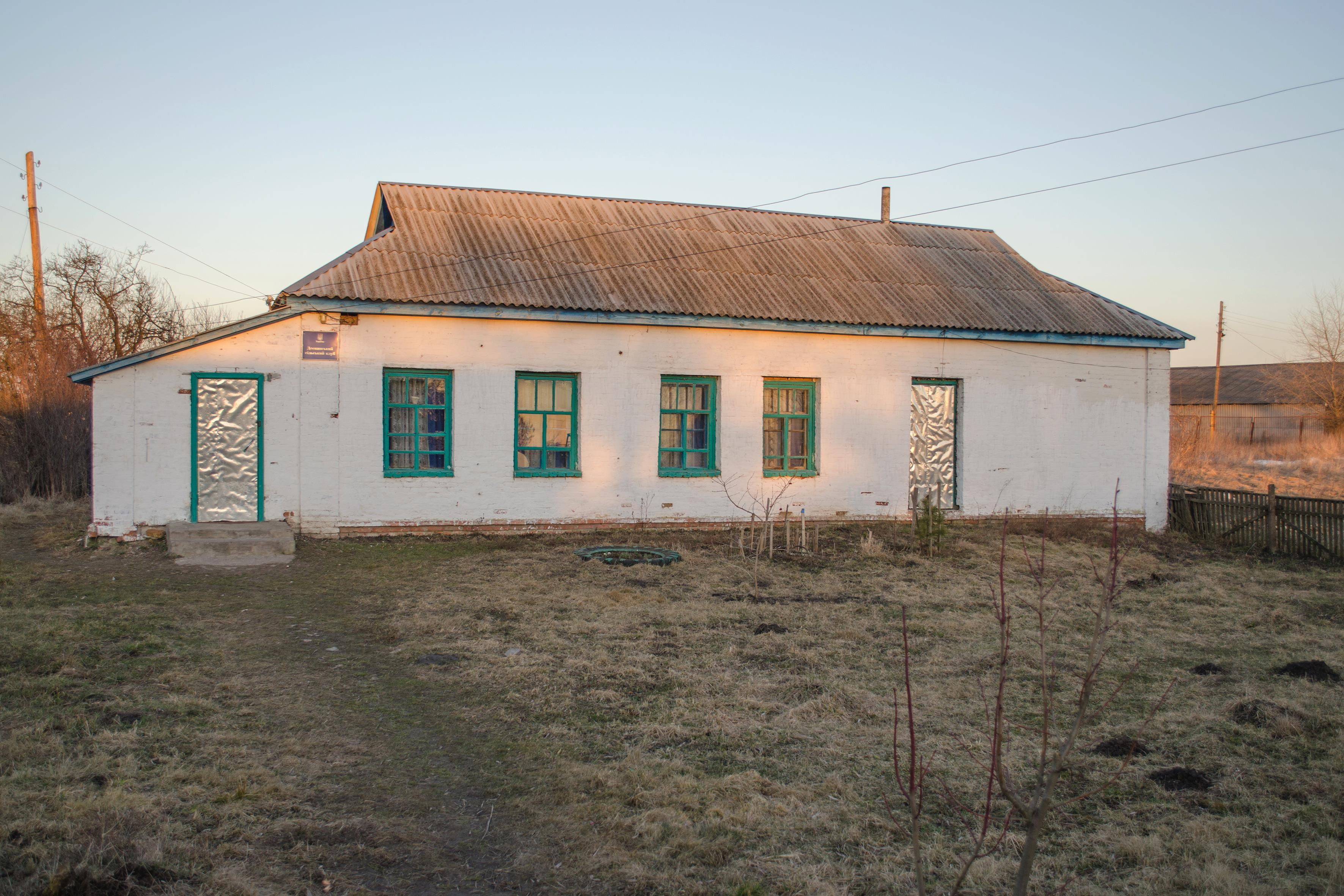
Сільський клуб
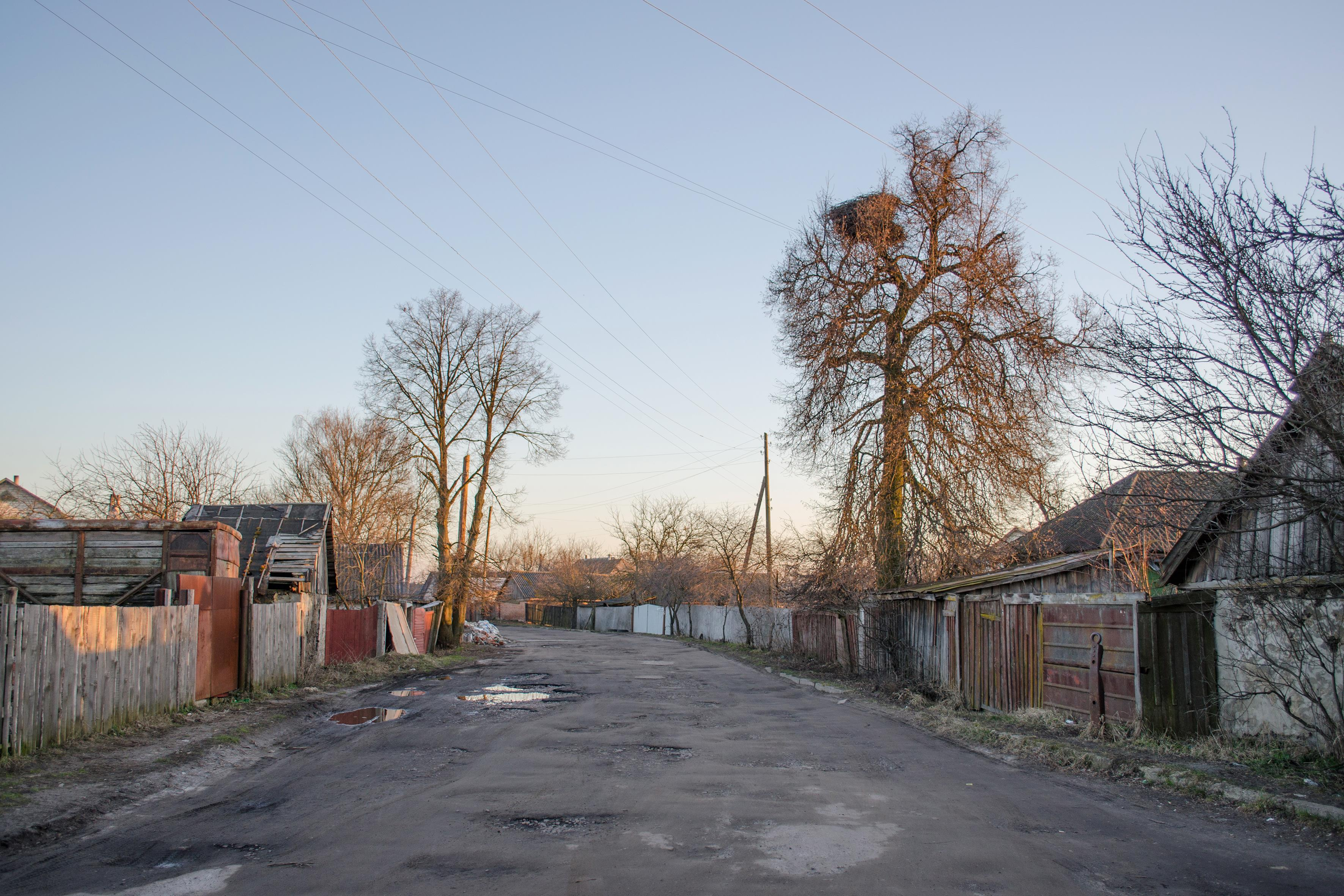
Сільська вулиця